# Battersea Park
Battersea Park är en park i Storbritannien.   Den ligger i grevskapet Greater London och riksdelen England, i den södra delen av landet, i huvudstaden London. 

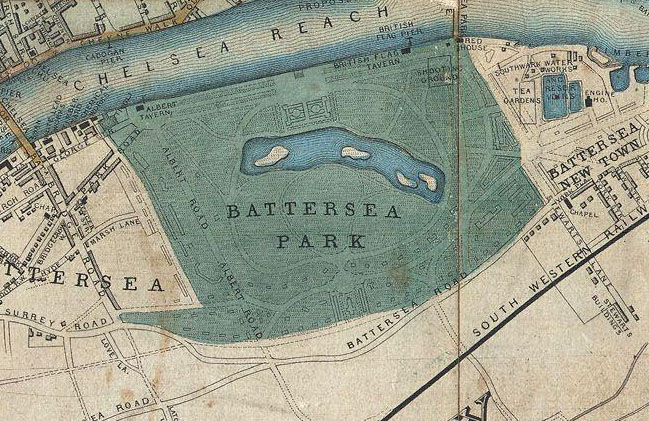
Battersea Park på en karta från 1852

Det 83 hektar stora grönområdet i stadsdelen  Battersea i kommunen Wandsworth ligger på en tidigare våtmark söder om floden Thames mitt emot stadsdelen Chelsea. Parken, som ligger på ett område som tidigare användes av handelsträdgårdar, öppnade år 1858.

## Festival Pleasure Gardens

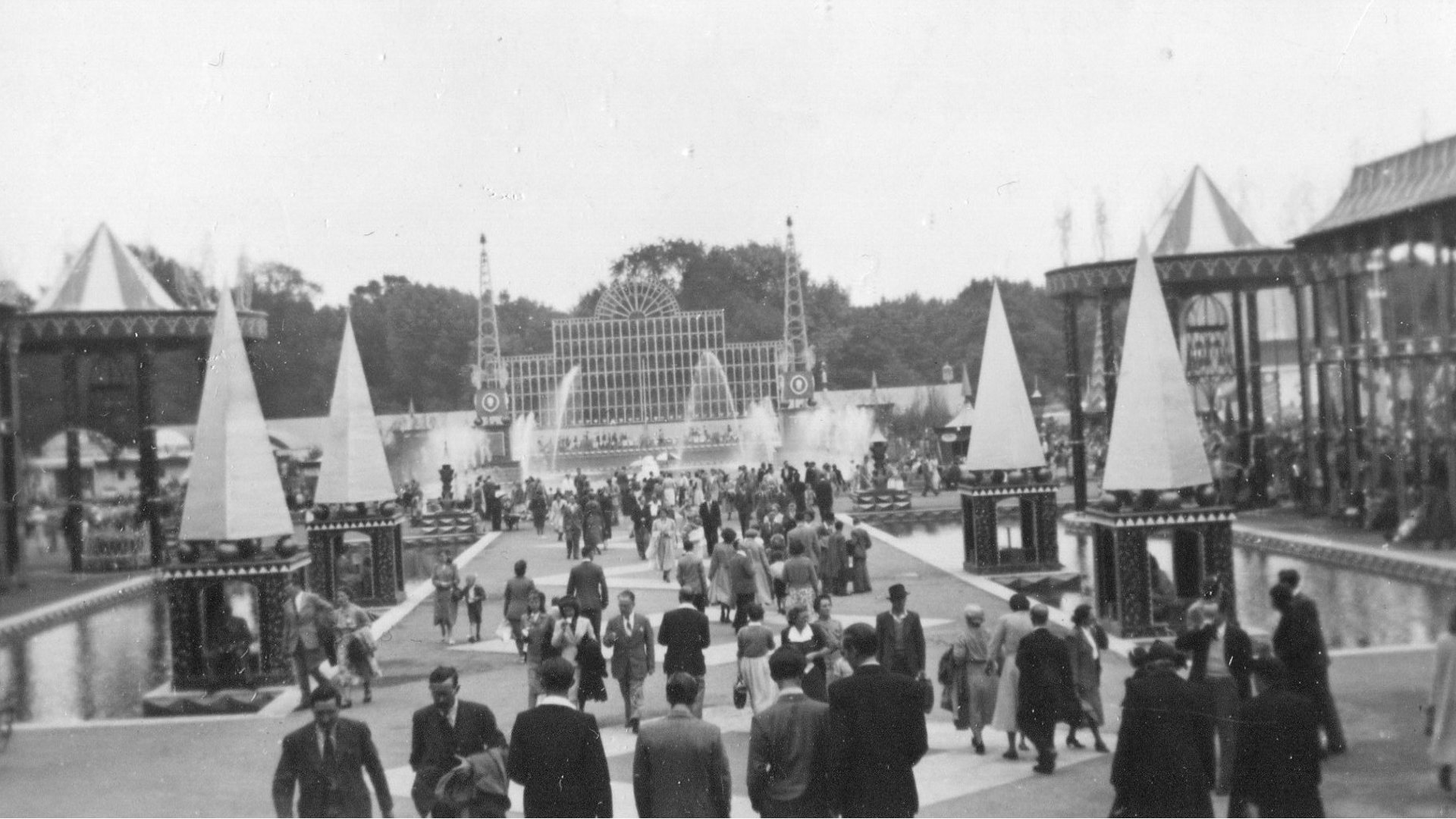
Festival Pleasure Gardens, 1951

Under utställningen Festival of Britain, sommaren 1951, anlades en nöjespark i norra delen av Battersea Park som senare blev till  Battersea Fun Fair. En miniatyrjärnväg, restauranger,  fontäner och en amfiteater för 1 250 åskådare anlades också. Konstnären John Piper hade designat många av byggnaderna och paviljongerna. Fontänerna renoverades år 2017, men i övrigt finns inte mycket kvar från den tiden.

## Sevärdheter
År 1985 byggdes Londons fredspagod i Battersea Park. En buddhistmunk är på plats varje dag för att sköta om pagoden
År 1985 uppställdes en bronsstaty av en hund i Battersea Park till minne av Bruna hund-affären.
Den ersätter den hundstaty som avtäcktes år 1906 av vivisektionsmotståndare och förstördes fyra år senare.

### Naturområden
En smal remsa längs parkens östra sida samt två små områden i närheten är avdelade till ett tre hektar stort lokalt naturreservat, Battersea Park Nature Areas. Här finns olika fågelarter, till exempel svarthätta och domherre, 20 olika fjärilsarter och flera olika slags ekoxar samt blomflugan Volucella zonaria.

## Omgivning
Terrängen runt Battersea Park är platt. Runt Battersea Park är det mycket tätbefolkat, med 8 342 invånare per kvadratkilometer. Närmaste större samhälle är City of London, 5,8 km nordost om Battersea Park. Runt Battersea Park är det i huvudsak tätbebyggt.
Kustklimat råder i trakten. Årsmedeltemperaturen i trakten är 11 °C. Den varmaste månaden är juli, då medeltemperaturen är 22 °C, och den kallaste är november, med 6 °C.